# Llista d'asteroides/207001-207100
| Nom      | Designació provisional | Data de descobriment   | Lloc de descobriment | Descobridor/s       |
| -------- | ---------------------- | ---------------------- | -------------------- | ------------------- |
| 207001 - | 2004 TY222             | 7 d'octubre de 2004    | Palomar              | NEAT                |
| 207002 - | 2004 TM234             | 8 d'octubre de 2004    | Kitt Peak            | Spacewatch          |
| 207003 - | 2004 TO269             | 9 d'octubre de 2004    | Kitt Peak            | Spacewatch          |
| 207004 - | 2004 TS269             | 9 d'octubre de 2004    | Kitt Peak            | Spacewatch          |
| 207005 - | 2004 TG273             | 9 d'octubre de 2004    | Kitt Peak            | Spacewatch          |
| 207006 - | 2004 TC274             | 9 d'octubre de 2004    | Kitt Peak            | Spacewatch          |
| 207007 - | 2004 TE277             | 9 d'octubre de 2004    | Kitt Peak            | Spacewatch          |
| 207008 - | 2004 TY282             | 7 d'octubre de 2004    | Palomar              | NEAT                |
| 207009 - | 2004 TT286             | 9 d'octubre de 2004    | Socorro              | LINEAR              |
| 207010 - | 2004 TQ319             | 11 d'octubre de 2004   | Kitt Peak            | Spacewatch          |
| 207011 - | 2004 TY320             | 11 d'octubre de 2004   | Kitt Peak            | Spacewatch          |
| 207012 - | 2004 TB325             | 12 d'octubre de 2004   | Kitt Peak            | Spacewatch          |
| 207013 - | 2004 TC354             | 11 d'octubre de 2004   | Kitt Peak            | M. W. Buie          |
| 207014 - | 2004 UQ8               | 21 d'octubre de 2004   | Socorro              | LINEAR              |
| 207015 - | 2004 VE2               | 2 de novembre de 2004  | Anderson Mesa        | LONEOS              |
| 207016 - | 2004 VZ5               | 3 de novembre de 2004  | Kitt Peak            | Spacewatch          |
| 207017 - | 2004 VB6               | 3 de novembre de 2004  | Kitt Peak            | Spacewatch          |
| 207018 - | 2004 VH8               | 3 de novembre de 2004  | Anderson Mesa        | LONEOS              |
| 207019 - | 2004 VY12              | 3 de novembre de 2004  | Palomar              | NEAT                |
| 207020 - | 2004 VX14              | 4 de novembre de 2004  | Anderson Mesa        | LONEOS              |
| 207021 - | 2004 VQ23              | 5 de novembre de 2004  | Palomar              | NEAT                |
| 207022 - | 2004 VQ28              | 7 de novembre de 2004  | Socorro              | LINEAR              |
| 207023 - | 2004 VS46              | 4 de novembre de 2004  | Kitt Peak            | Spacewatch          |
| 207024 - | 2004 VX47              | 4 de novembre de 2004  | Kitt Peak            | Spacewatch          |
| 207025 - | 2004 VT57              | 7 de novembre de 2004  | Socorro              | LINEAR              |
| 207026 - | 2004 VV57              | 7 de novembre de 2004  | Socorro              | LINEAR              |
| 207027 - | 2004 VD59              | 9 de novembre de 2004  | Catalina             | CSS                 |
| 207028 - | 2004 VN60              | 10 de novembre de 2004 | Wrightwood           | J. W. Young         |
| 207029 - | 2004 VV63              | 10 de novembre de 2004 | Kitt Peak            | Spacewatch          |
| 207030 - | 2004 VH77              | 12 de novembre de 2004 | Catalina             | CSS                 |
| 207031 - | 2004 VG81              | 4 de novembre de 2004  | Kitt Peak            | Spacewatch          |
| 207032 - | 2004 VN86              | 10 de novembre de 2004 | Kitt Peak            | Spacewatch          |
| 207033 - | 2004 WW1               | 17 de novembre de 2004 | Campo Imperatore     | CINEOS              |
| 207034 - | 2004 WM2               | 17 de novembre de 2004 | Campo Imperatore     | CINEOS              |
| 207035 - | 2004 WR5               | 19 de novembre de 2004 | Kitt Peak            | Spacewatch          |
| 207036 - | 2004 XU2               | 2 de desembre de 2004  | Catalina             | CSS                 |
| 207037 - | 2004 XA6               | 9 de desembre de 2004  | Catalina             | CSS                 |
| 207038 - | 2004 XN8               | 2 de desembre de 2004  | Palomar              | NEAT                |
| 207039 - | 2004 XW8               | 2 de desembre de 2004  | Socorro              | LINEAR              |
| 207040 - | 2004 XV10              | 3 de desembre de 2004  | Kitt Peak            | Spacewatch          |
| 207041 - | 2004 XX17              | 7 de desembre de 2004  | Socorro              | LINEAR              |
| 207042 - | 2004 XH24              | 9 de desembre de 2004  | Catalina             | CSS                 |
| 207043 - | 2004 XP24              | 9 de desembre de 2004  | Catalina             | CSS                 |
| 207044 - | 2004 XT27              | 10 de desembre de 2004 | Socorro              | LINEAR              |
| 207045 - | 2004 XA31              | 8 de desembre de 2004  | Socorro              | LINEAR              |
| 207046 - | 2004 XM31              | 9 de desembre de 2004  | Catalina             | CSS                 |
| 207047 - | 2004 XP36              | 10 de desembre de 2004 | Jarnac               | Jarnac              |
| 207048 - | 2004 XF40              | 10 de desembre de 2004 | Socorro              | LINEAR              |
| 207049 - | 2004 XJ44              | 13 de desembre de 2004 | Campo Imperatore     | CINEOS              |
| 207050 - | 2004 XV50              | 14 de desembre de 2004 | Campo Imperatore     | CINEOS              |
| 207051 - | 2004 XY50              | 14 de desembre de 2004 | Campo Imperatore     | CINEOS              |
| 207052 - | 2004 XK53              | 10 de desembre de 2004 | Kitt Peak            | Spacewatch          |
| 207053 - | 2004 XR58              | 10 de desembre de 2004 | Kitt Peak            | Spacewatch          |
| 207054 - | 2004 XF63              | 12 de desembre de 2004 | Anderson Mesa        | LONEOS              |
| 207055 - | 2004 XL64              | 2 de desembre de 2004  | Kitt Peak            | Spacewatch          |
| 207056 - | 2004 XC68              | 3 de desembre de 2004  | Kitt Peak            | Spacewatch          |
| 207057 - | 2004 XF74              | 8 de desembre de 2004  | Socorro              | LINEAR              |
| 207058 - | 2004 XP74              | 8 de desembre de 2004  | Socorro              | LINEAR              |
| 207059 - | 2004 XU77              | 10 de desembre de 2004 | Socorro              | LINEAR              |
| 207060 - | 2004 XX83              | 11 de desembre de 2004 | Kitt Peak            | Spacewatch          |
| 207061 - | 2004 XA84              | 11 de desembre de 2004 | Kitt Peak            | Spacewatch          |
| 207062 - | 2004 XD86              | 13 de desembre de 2004 | Kitt Peak            | Spacewatch          |
| 207063 - | 2004 XD98              | 11 de desembre de 2004 | Kitt Peak            | Spacewatch          |
| 207064 - | 2004 XS99              | 12 de desembre de 2004 | Kitt Peak            | Spacewatch          |
| 207065 - | 2004 XX103             | 9 de desembre de 2004  | Catalina             | CSS                 |
| 207066 - | 2004 XV104             | 10 de desembre de 2004 | Kitt Peak            | Spacewatch          |
| 207067 - | 2004 XW109             | 13 de desembre de 2004 | Anderson Mesa        | LONEOS              |
| 207068 - | 2004 XG110             | 14 de desembre de 2004 | Socorro              | LINEAR              |
| 207069 - | 2004 XH112             | 10 de desembre de 2004 | Kitt Peak            | Spacewatch          |
| 207070 - | 2004 XE114             | 10 de desembre de 2004 | Kitt Peak            | Spacewatch          |
| 207071 - | 2004 XY118             | 12 de desembre de 2004 | Kitt Peak            | Spacewatch          |
| 207072 - | 2004 XX120             | 14 de desembre de 2004 | Socorro              | LINEAR              |
| 207073 - | 2004 XR126             | 13 de desembre de 2004 | Socorro              | LINEAR              |
| 207074 - | 2004 XJ128             | 14 de desembre de 2004 | Socorro              | LINEAR              |
| 207075 - | 2004 XV131             | 11 de desembre de 2004 | Kitt Peak            | Spacewatch          |
| 207076 - | 2004 XS132             | 14 de desembre de 2004 | Socorro              | LINEAR              |
| 207077 - | 2004 XP140             | 13 de desembre de 2004 | Kitt Peak            | Spacewatch          |
| 207078 - | 2004 XH141             | 14 de desembre de 2004 | Socorro              | LINEAR              |
| 207079 - | 2004 XQ143             | 9 de desembre de 2004  | Kitt Peak            | Spacewatch          |
| 207080 - | 2004 XR147             | 13 de desembre de 2004 | Kitt Peak            | Spacewatch          |
| 207081 - | 2004 XZ147             | 14 de desembre de 2004 | Catalina             | CSS                 |
| 207082 - | 2004 XZ160             | 14 de desembre de 2004 | Kitt Peak            | Spacewatch          |
| 207083 - | 2004 XA164             | 3 de desembre de 2004  | Anderson Mesa        | LONEOS              |
| 207084 - | 2004 XY165             | 2 de desembre de 2004  | Catalina             | CSS                 |
| 207085 - | 2004 XW166             | 2 de desembre de 2004  | Kitt Peak            | Spacewatch          |
| 207086 - | 2004 XQ171             | 10 de desembre de 2004 | Kitt Peak            | Spacewatch          |
| 207087 - | 2004 YX11              | 18 de desembre de 2004 | Mount Lemmon         | Mount Lemmon Survey |
| 207088 - | 2004 YV13              | 18 de desembre de 2004 | Mount Lemmon         | Mount Lemmon Survey |
| 207089 - | 2004 YS17              | 18 de desembre de 2004 | Mount Lemmon         | Mount Lemmon Survey |
| 207090 - | 2004 YW20              | 18 de desembre de 2004 | Mount Lemmon         | Mount Lemmon Survey |
| 207091 - | 2005 AQ1               | 1 de gener de 2005     | Catalina             | CSS                 |
| 207092 - | 2005 AH4               | 6 de gener de 2005     | Catalina             | CSS                 |
| 207093 - | 2005 AU4               | 6 de gener de 2005     | Catalina             | CSS                 |
| 207094 - | 2005 AH5               | 6 de gener de 2005     | Catalina             | CSS                 |
| 207095 - | 2005 AR6               | 6 de gener de 2005     | Catalina             | CSS                 |
| 207096 - | 2005 AT6               | 6 de gener de 2005     | Catalina             | CSS                 |
| 207097 - | 2005 AG7               | 6 de gener de 2005     | Catalina             | CSS                 |
| 207098 - | 2005 AY7               | 6 de gener de 2005     | Catalina             | CSS                 |
| 207099 - | 2005 AS10              | 6 de gener de 2005     | Catalina             | CSS                 |
| 207100 - | 2005 AK11              | 1 de gener de 2005     | Catalina             | CSS                 |